# Atlético Astorga Club de Fútbol
L'Atlético Astorga Club de Fútbol è una squadra di calcio spagnola con sede nella città di Astorga, nella provincia di León. Fu fondata nel 1944 (successivamente rifondata nel 1972) e attualmente fa parte del gruppo VIII della Tercera División spagnola. I colori che identificano il club sono il verde e il bianco.

## Divisa
- Prima divisa: maglietta verde, pantaloncini bianchi e calzettoni bianchi.
- Seconda divisa: maglietta azzurra, pantaloncini azzurro marino e calzettoni azzurro marino.

## Palmarès

### Competizioni nazionali
- Tercera Federación: 1

2024-2025 (gruppo 8)

### Altri piazzamenti
- Tercera División:

Secondo posto: 1991-1992, 2013-2014, 2016-2017
Terzo posto: 1983-1984